# Mirosaljci
Mirosaljci es un pueblo ubicado en la municipalidad de Lazarevac, en el distrito de Belgrado, Serbia.

## Superficie
Posee una superficie de 15,08 kilómetros cuadrados.

## Demografía
Hasta 2011 la población era de 1513 habitantes, con una densidad de población de 100,4 habitantes por kilómetro cuadrado.